# ماریانو باروسو
ماریانو باروسو (اسپانیایی: Mariano Barroso‎؛ زادهٔ ۲۶ دسامبر ۱۹۵۹) کارگردان فیلم، فیلم‌نامه‌نویس اهل اسپانیا است.
از فیلم‌ها یا مجموعه‌های تلویزیونی که وی در آن‌ها نقش داشته‌است، می‌توان به در زمانه پروانه‌ها اشاره نمود.